# Green Park, Missouri
Green Park är en ort i St. Louis County i delstaten Missouri, USA.